# Francesco Bardi
Francesco Bardi (Livorno, 1992. január 18. –) olasz labdarúgó, az olasz Reggiana játékosa.

## Pályafutása

### A válogatottban
2011. március 24-én mutatkozott be az olasz U21-es válogatott egy Svédország elleni barátságos mérkőzésen.
Az U21-es válogatott színeiben részt vett a 2013-as és a 2015-ös U21-es labdarúgó-Európa-bajnokságon, előbbin a torna csapatába is beválasztották.

## Sikerei, díjai
Olaszország U21
- Európa-bajnokság ezüstérmes: 2013